# Benoît Assou-Ekotto
Benoit Assou-Ekotto, född 24 mars 1984 i Frankrike, är en kamerunsk före detta fotbollsspelare. Han spelade under sin karriär för bland annat Lens och Tottenham Hotspur. Han är en allsidig kantlöpare som främst känner sig hemma som vänsterback. Denne fransk-kamerunier kan även spela vänsterytter och innermittfältare.

## Klubbkarriär
I en intervju med The Guardian 1 maj 2010 berättade Assou-Ekotto att han spelar fotboll för pengarna och inte för att det är hans passion. Han sade även att han inte tror på vänskap inom fotboll.
Den 2 september blev Assou-Ekotto tillsammans med lagkamraten Tom Carroll utlånad till QPR. Lånen sträckte sig över säsongen 2013/2014.

## Landslagskarriär
Assou-Ekotto debuterade i Kameruns landslag i en träningsmatch mot Guinea 11 februari 2009. Han var uttagen i Kameruns trupp vid fotbolls-VM 2010 och 2014.